# Barbus macinensis
Barbus macinensis är en fiskart som beskrevs av Daget, 1954. Barbus macinensis ingår i släktet Barbus och familjen karpfiskar. IUCN kategoriserar arten globalt som livskraftig. Inga underarter finns listade.